# 사미르 제아제아
사미르 파리드 제아제아(Samir Farid Geagea, 1952년 10월 25일 ~ )는 레바논의 정치인 겸 외교관이다. 그는 1980년대 초중반 시절 아민 제마옐 레바논 대통령의 총애를 받은 레바논 당대 최고의 미국국제외교행정가이기도 하다. 1992년 카타이브 탈당을 하고 무소속 전향한지 3년 후 1995년 알 쿠와트 알 리브나니야 전격 입당을 하였다.